# Roland Agustoni
Roland Agustoni (* 6. April 1955) ist ein Schweizer Politiker (glp).

## Biografie
Agustoni stammt aus Morbio Inferiore im Kanton Tessin. Er ist gelernter Maurervorarbeiter und war dann als Vorarbeiter im Warenumschlag eines Chemieunternehmens tätig.
Seit 29. April 1997 ist Agustoni Mitglied des Grossen Rates des Kantons Aargau, zunächst für die Sozialdemokratische Partei der Schweiz (SP). Von Beginn an bis 2005 war er Mitglied der Bau- und Planungskommission, seither der Kommission UBV (Umwelt-, Bau-, Verkehrs-, Energie- und Raumplanung). Er war Mitglied mehrerer nicht ständiger Kommissionen sowie in der Amtsperiode 2003/04 Mitglied des Büros des Grossen Rates. Derzeit ist er Kantonaler Delegierter des Oberrheinrates und dort Mitglied der Kommission Raumordnung und Verkehr, sowie Mitglied des Districtsrates im Trinationalen Eurodistrict Basel (TEB). Bei den Aargauer Grossratswahlen im Oktober 2012 wurde Agustoni wiedergewählt.
In der SP war Agustoni Mitglied des Fraktionsfachausschusses Umwelt/Verkehr/Energie/Raumplanung. 2007 kandidierte er erfolglos bei den Wahlen zum Nationalrat. Bis 31. Dezember 2008 war er Co-Präsident der SP Magden, von 2002 bis 2003 Mitglied der Geschäftsleitung der SP Aargau. Im Frühjahr 2010 gab er seinen Austritt aus der SP bekannt, trat der Grünliberalen Partei bei, gründete im Sommer eine Rheinfelder Bezirkspartei der glp und wurde zu deren Präsidenten gewählt.
Ausserdem ist Agustoni Mitglied im Stiftungsrat der Reha-Klinik Rheinfelden, war von 1985 bis 1997 Mitglied der Schulpflege Magden und war langjährig Mitglied im Reformierten Gemeindeverein Magden/Olsberg. Agustoni ist verheiratet, hat drei erwachsene Kinder und lebte zunächst in Magden, jetzt in Rheinfelden.